# Viny Okouo
Viny Pierrot Marcel Okouo (Brazavile, 10 de abril de 1997) é um basquetebolista profissional congolês, atualmente joga no Gipuzkoa que disputa atualmente a Liga Endesa. O atleta que joga na posição pivô possui 2,14m de altura e  pesa 100kg.

## Carreira profissional
Nascido na República Democrática do Congo, Okouo começou a jogar basquetebol aos 15 anos e ainda em tenra idade ingressou na equipe do Unicaja Málaga, Andaluzia, Espanha. Okouo havia sido recomendado por seu compatriota Romaric Belemene. Os treinadores do Unicaja tinham visto apenas algumas imagens de Okouo praticando e ficaram intrigados com seus dons físicos, enquanto suas habilidades estavam em desenvolvimento.. No Unicaja, ele aprendeu a jogar e melhorou muito..
Entre os anos de 2014 e 2016,ele passou um tempo no time B do Unicaja, Clinicas Rincon nas divisões inferiores para adquirir experiência. Okouo fez sua estreia na Liga ACB durante a temporada 2015-16 e viu seus primeiros minutos de quadra na EuroCopa da próxima edição. Durante a temporada de 2016–17, Okouo venceu a EuroCopa vencendo nas finais o Valencia.
Em 27 de agosto de 2019, ele assinou com o Nevėžis Kėdainiai que disputa a Liga Lituana de Basquetebol (LKL).
Okouo entrou no Draft da NBA já em 2017, mas foi registrado como uma entrada no draft de 2018. Seu nome foi inscrito no Draft da NBA 2019, no qual ele não foi selecionado.
Em 2020, Okouo retornou para a Espanha para jogar no Gipuzkoa Basket.

## Títulos e honrarias
Unicaja Malaga
- Campeão da EuroCopa (1x):2016-17